# بونسو
بونسو (بالإيطالية: Ponso)‏ هي بلدية في مقاطعة باذوة في منطقة فنيتة الإيطالية، وتقع على بعد 60 كيلومترًا (37 ميلًا) جنوب غرب مدينة البندقية و 35 كيلومترًا (22 ميلًا) جنوب غرب باذوة.